# Michel Micombero
Michel Micombero (født 26. august 1940, død 16. juli 1983) var en burundisk officer og politiker, der var Burundis første præsident fra 1966 til 1976.

## Biografi
Micombero tilhørte folkegruppen tutsi. Han tog magten i et statskup i 1966, hvor han afsatte kong Ntare 5. af Burundi, afskaffede monarkiet og udråbte republikken, som han selv blev leder for. Efter at han selv blev afsat i et militærkup i 1976, hvor Jean-Baptiste Bagaza tog magten, levede han i eksil i Somalia, hvor han døde efter et hjerteanfald bare 43 år gammel.